# Deus Ex
Deus Ex (dal latino "deus ex [machina]": la divinità dalla/attraverso [la macchina]) è il primo capitolo dell'omonima serie di videogiochi creata da Warren Spector, responsabile all'epoca della casa di produzione Ion Storm: si tratta di uno sparatutto, con elementi presi dal genere degli action RPG in prima persona fantascientifico (più precisamente cyberpunk).
Il protagonista, J.C. Denton, è un agente speciale della UNATCO, una forza speciale d'intervento internazionale per il contrasto delle attività terroristiche. Nell'organizzazione c'è anche il fratello maggiore Paul Denton; entrambi orfani, hanno ricevuto il miglior addestramento militare oltre a delle modifiche di ultima generazione a livello fisiologico che, tramite l'impianto di potenziamenti nanotecnologici, gli conferiscono particolari capacità, rendendoli molto simili a dei superuomini.

## Trama
Nell'anno 2052, a causa di una misteriosa epidemia, chiamata "Morte Grigia", milioni di persone stanno morendo. L'UNATCO (United Nations Anti-Terrorist Coalition) viene costituita dopo il pretesto di un attacco terroristico alla statua della libertà, a cui viene fatta saltare la testa (addebitato ingiustamente ai membri della resistenza francese Silhouette), simbolicamente viene scelta Liberty Island come luogo per il quartier generale.
In una New York devastata dalla malattia e da attentati terroristici anche eclatanti, l'UNATCO decide di testare sul campo le capacità del nuovo agente nano potenziato JC Denton; arrivato sul molo est dell'isola incontra suo fratello Paul e viene aggiornato sulla situazione, la NSF ha assaltato l'isola e ha costretto l'UNATCO alla ritirata nella propria base, l'obiettivo principale è catturare e interrogare il capo dei terroristi (NSF) e quelli secondari/opzionali sono liberare l'agente Hermann che si è fatto catturare e farsi dare la chiave della porta principale dall'informatore (Harley Filben); ci sono diversi approcci possibili per realizzare gli obiettivi. Arrivato in cima alla statua della libertà JC ha la possibilità di interrogare il leader dei terroristi per cercare di scoprire dove si trova l'ambrosia rubata (l'ambrosia è l'antidoto per la morte grigia) e farci un interessante discorso; appena il leader si arrende, dai piani alti arriva l'ordine di attacco e l'UNATCO riprende possesso dell'isola.
Durante il ritorno al quartier generale JC deve andare a fare rapporto da J. Manderley, l'attuale direttore della coalizione, fare un controllo medico da J. Reyes, il dottore della struttura (si scoprirà che erano amici già da tempo), e andare farsi dare dell'equipaggiamento da S. Carter in armeria. Se si vuole, si può andare a parlare con gli agenti Hermann e Navarre nella sala caffè, in base alle azioni sull'isola si assisterà a discorsi diversi; si può andare nel bagno delle donne per una scena tragicomica e poi si può andare a conoscere A. Jacobson, il supporto dall'agenzia e invincibile hacker.
La nuova missione è distruggere un generatore nei pressi di Hell's Kitchen per cadere lo scudo EMP che protegge il magazzino dove sono custoditi i barili di Ambrosia. La prima parte si svolge fra Battery Park e Hell's Kitchen, appena arrivati a Battery Park si viene aggiornati dalla partner della missione A. Navarre che informa che il primo dei quattro barili è stato trovato e tocca a noi recuperarlo e lasciando trasparire la sua malattia mentale Anna dice che è una preziosa occasione per "sterminare" dei terroristi, trovato il barile nei sotterranei di Castle Clinton Anna manda il giocatore alla metropolitana dove dei terroristi si sono barricati con dell'esplosivo e degli ostaggi, l'obiettivo è quello di salvarli e procedere verso Hell's Kitchen; scesi dalla metropolitana si troverà un fratello, solerte nel ricordare che aspetta il giocatore per entrare in azione al magazzino. Hell's Kitchen é teatro di scontri molto intensi specialmente nella zona dell'hotel e della clinica. JC investiga per capire dove si trova il generatore e dopo qualche domanda per il quartiere scopre che si trova qualche isolato distante dall sua posizione; ci sono diverse missioni secondarie e eventi in questa mappa:
1: Sandra Renton con il pappone in un vicolo, se viene salvata rivelerà una password (bloodshot) per accedere da Smuggler, un venditore di armi.
2: Le fogne: accessibili solo dopo avere parlato con smuggler.
3: 'Ton Hotel: hotel dove si trova la stanza di Paul, anche questo posto ha un problemino di ostaggi.
4: Clinica: si può intervenire in una scena fra un malato di morte grigia e un medico, comprare medkit e assistenza medbot
5: Taverna Underworld: qui si possono conoscere diversi personaggi come Jock, il pilota dell'elicottero, Joe Greene un giornalista che lavora per il Midnight Sun e Sandra Renton se è stata salvata nel vicolo.
6: Campo da basket: Un barbone che sta Per essere rapinato e ucciso da dei malviventi, che vi darà la password per accedere ai tunnel dei senzatetto più avanti.
7: Osgood & Sons: magazzino di import export con un passaggio all'interno per arrivare alla zona del generatore.
JC riesce a distruggere il generatore e tocca a Paul entrare in campo, ma fallisce l'operazione. Una volta tornato alla base JC trova due strani agenti dalla voce metallica che gli chiedono di stare lontano dai prigionieri al terzo livello. Mentre si va a fare rapporto Manderley, lo si troverà a parlare con un nuovo personaggio, W. Simons, il direttore della FEMA, venuto a interrogare i prigionieri per trovare l'ambrosia rubata. Finito il discorso fra i due JC entra a fare rapporto e scopre che oltre ad avere fallito la missione suo fratello è scomparso, quindi la nuova missione è recuperare l'ambrosia rubata e uccidere J. Lebedev un miliardario che russo che si sospetta sia in combutta con i terroristi, la missione porterà il giocatore da Battery Park fino all'aeroporto di LaGuardia, passando per i locali della metropolitana abbandonata al rifugio dei "Mole People" e altri tunnel sotterranei fino in una parte privata dell'aeroporto, posseduta da niente di meno che... Juan Ivanovic Lebedev! A questo punto si troveranno i restanti tre barili mancanti (il primo appena entrati, il secondo sul molo, il terzo sul jet di Lebedev) e entrati nell'hangar, colpo di scena! Paul è dalla parte delle NSF! Egli rivela la vera natura della UNATCO: essa è una forza militare costituita dal governo federale come braccio armato legale asservito alla FEMA, un dipartimento federale che, sotto l'influenza di uomini d'affari facenti parte della Majestic 12, sta volontariamente diffondendo la Morte Grigia solo per finalità economiche, a scapito della popolazione indifesa, che è ormai solo un peso per una società sovrappopolata. Finito il discorso invita il giocatore a salire sull'aereo per parlare con Juan che ha delle cose molto interessanti da dirci... Ma appena si inizia a parlare arriva l'agente Navarre e si è di fronte ad un trivio, uccidere Lebedev, uccidere la tenera Anna o andare via . A questo punto la posizione di J.C. all'interno della UNATCO cambia, vedendosi costretto a dimostrare fedeltà all'organizzazione per riguadagnarne la fiducia che il fratello Paul ha tradito, causando così dei sospetti anche su J.C. stesso.
L'UNATCO è all'oscuro delle rivelazioni ricevute da JC, quindi invia il soldato ad Hong Kong, per catturare ed eliminare Tracer Tong, affiliato alle NSF ed alleato di Paul.
Paul intanto è nei guai; il suo killswitch è stato attivato, e a meno che non venga disattivato lo ucciderà.
Su consiglio di Jock, JC si reca quindi all'hotel di Hell's Kitchen (invece di andare ad Hong Kong), dove Paul lo attende: qui gli viene richiesto di inviare il segnale di emergenza alla Silhouette, un gruppo terroristico francese, inoltre viene anche informato da Paul che nel sotterraneo c'è un datacube contenente prove della corruzione dei piani alti. Quando Walton Simons si accorge che anche JC è a conoscenza della verità e attiva il suo killswitch e dà ordine alle truppe di attaccarlo. Nel frattempo arrivato all'hotel Paul dirà a JC di fuggire, sacrificandosi, per permettere al movimento di resistenza di continuare la sua lotta contro la UNATCO, la FEMA ed i Majestic 12.
JC (e quindi il giocatore) può decidere il destino di Paul:
- Se JC fugge dalla finestra della camera da letto questa scelta porterà Paul alla morte;
- Se JC si rifiuta di fuggire dalla finestra della camera da letto affrontando le forze UNATCO (uccidendoli tutti) e uscendo dalla porta principale, Paul sopravviverà.

JC viene svegliato in una cella da una voce, che si identifica con il nome di Daedalus. Sfruttando le sue abilità informatiche, Daedalus aiuta JC a fuggire dalla cella e dalla base segreta, che si scoprirà essere localizzata proprio sotto l'HQ della UNATCO; una volta libero, lasciata Liberty Island, Jock, un pilota di elicotteri ingaggiato da JC, lo porta ad Hong Kong dove incontrerà Tracer Tong, Paul (se è vivo), il medico dell'UNATCO (solo se durante l'evasione gli si dice di unirsi alla resistenza e raggiungere JC ad Hong Kong) e Alex Jacobson (ingegnere IT e comunicazioni dell'UNATCO), che rivelerà a JC di non esser stato lui ad aiutarlo nell'evasione, usando lo pseudonimo "Daedalus".
Per conquistare la fiducia di Tong, a JC viene incaricato di mettersi sulle tracce di Maggie Chow, ricca e potente donna d'affari cinese che custodisce una spada nanotecnologica, arma estremamente letale, appartenente alla Triade della Freccia Rossa. Chow l'ha rubata sfruttando la sua relazione con la precedente testa di drago, dando poi la colpa all'altra, la Triade del Sentiero Luminoso, in cui si nasconde Tong. Dopo aver ritrovato la spada, JC incontrerà finalmente Tong che effettuerà la disattivazione del dispositivo di terminazione. In cambio del prezioso lavoro, JC verrà nuovamente incaricato da Tong di infiltrarsi nella società farmaceutica VersaLife per recuperare gli schemi per riprodurre su larga scala la spada precedentemente rubata da Maggie Chow; la VersaLife, luogo in cui viene prodotto il virus e il vaccino dell'epidemia, è anche uno dei quartieri generali di MJ12 e JC, al suo interno, sarà testimone di una serie di inquietanti scoperte: Vengono prodotti mostri transgenici, ed esseri chiamati Grigi molto simili al tipico alieno dei vecchi film di fantascienza, con occhi grandi, testa grossa, braccia lunghe e completamente grigi. Perfino qualche essere umano è rinchiuso, probabilmente mendicanti e senzatetto, usati come cavie da laboratorio. JC riuscirà ad inviare a Tong gli schemi progettuali della spada ed a fuggire dalla VersaLife. La produzione in massa della spada e la consegna a tutti i membri della Triade permetterà la cessazione della loro decennale faida e la conseguente compattazione al fianco del movimento di resistenza.
L'obiettivo successivo è colpire Majestic 12 al cuore: infiltrandosi per la seconda volta nella VersaLife si scopre che è presente, nei livelli più profondi della struttura, un Costruttore Universale che, secondo Daedalus, permetterebbe di produrre in massa il virus. Una volta raggiunto, si presenterà Maggie Chow che tenterà di impedire al protagonista la distruzione del CU.
Una volta distrutto il CU di Hong Kong e dopo aver festeggiato il successo della missione, si scopre che un grosso quantitativo di virus è stato caricato in precedenza su una nave mercantile diretta negli Stati Uniti; JC si reca quindi nuovamente a New York per incontrare un membro degli illuminati, Stanton Dowd, che gli dirà alcune informazioni sul mercantile e come affondarlo; la nuova missione di JC è pertanto quella di affondare il mercantile, ancora carico di virus, che si trova al momento ancorato nei cantieri navali di Brooklyn.
Una volta affondato il mercantile, JC si reca in Francia dalla Silhouette, quest'ultima alleata con la setta segreta degli Illuminati. L'obiettivo, questa volta, è di mettersi in contatto con alcuni personaggi chiave appartenenti alla Silhouette ed agli Illuminati.
In Francia, Gunther Hermann è sulle tracce di JC, desideroso di vendetta per la morte della collega Anna Navarre (JC, a seconda della scelta del giocatore, potrebbe averla uccisa durante la fuga dall'HQ UNATCO, se non l'ha fatto per salvare la vita ad Ivanovich nel 747) e dal capo della FEMA, rivelatosi essere un nanopotenziato come J.C. e Paul, anche se di generazione precedente.
La storia porta J.C., per l'atto finale, nuovamente nel continente nordamericano, nel Nevada e nello specifico nell'Area 51, dove risiede la base centrale della Majestic 12. A differenza di quanto sostengono stampa e teorie complottistiche, nella base militare non sono nascosti alieni e navicelle extraterrestri, bensì il mainframe di Echelon IV, maxisistema di intercettazione e spionaggio globale, ed inoltre alcuni laboratori per la manipolazione del genoma, anche umano. In una stanza, J.C. trova quattro vasche di crescita tubolari: tre sono piene e riportano una il nome di Bob Page, una quello di Walton Simons e un soggetto identificato con il nominativo di Alex denton (il nome del protagonista di Deus Ex: Invisible War, secondo episodio della serie). L'ultima è vuota, è porta il nome di JC.
Qui J.C. affronterà il capo della Majestic 12, intento a trasformarsi in un superuomo, un superpotenziato, per poter eliminare i fratelli Denton ed il movimento di resistenza per poter poi dominare il mondo.

Qui il giocatore dovrà svolgere l'ultima scelta cruciale che porterà anche ad una diversa conclusione del gioco:
- Distruggere l'Area 51, gettando così la terra in un nuovo medioevo, ciò che voleva Tracer Tong;
- Fondersi mentalmente con il mainframe di Echelon IV, Helios, e dominare il mondo come una sorta di Grande Fratello benevolo;
- Uccidere il capo dei MJ-12, unendosi agli Illuminati e controllare il pianeta da "dietro le quinte".

## Modalità di gioco

Screenshot tratto dai primissimi istanti del gioco. In basso a destra si può notare la "cintura" contenente i gadgets utilizzabili direttamente senza dover accedere al menù dell'inventario. In mezzo alla schermata il mirino, mentre nella banda centrale nella parte superiore vengono riportati normalmente gli obiettivi da completare o informazioni simili. In alto a destra l'unico Potenziamento installato, attivabile con il tasto F12 (in particolare, un potere che permette a JC di vedere al buio grazie al fascio di luce proiettato dai suoi occhi), mentre in alto a sinistra il riquadro che mostra lo stato di salute delle varie parti del corpo dell'agente, affiancato da una barra che indica l'energia bioelettrica attualmente disponibile.

Per quanto riguarda la modalità di gioco, Deus Ex si rifà a videogiochi del calibro di System Shock, System Shock 2 e del primo Thief: il gioco si presenta quindi con meccaniche tipiche di sparatutto in prima persona, videogiochi di azione stealth e RPG. Il giocatore può quindi adattare l'avatar, rappresentato da JC, al proprio stile di gioco: è possibile dunque infiltrarsi silenziosamente nei vastissimi livelli di gioco e non uccidere neanche un nemico, così come è possibile decidere di compiere carneficine, o ancora di hackerare di volta in volta i sistemi di sicurezza per far sì che le torrette di sorveglianza sparino addosso ai nemici anziché a JC. Insomma, il gioco offre una libertà d'azione portando questo concetto all'estremo.
Anche l'interazione col mondo di gioco offre molteplici approcci: JC può infatti raccogliere pressoché ogni oggetto che egli si trovi davanti, dai più utili ai fini del gioco, come armi, pallottole, potenziamenti, ai più futili, come pacchetti di patatine o di sigarette, o ancora giornali e bottiglie di liquori, a patto che siano proporzionati alla sua forza (l'agente non potrà mai "raccogliere", per esempio, automobili). Tutti gli oggetti presi vengono automaticamente disposti in un vasto inventario, composto da una griglia di trenta caselle. Tutti gli oggetti occupano una casella sola, a parte le armi: a eccezione delle armi bianche più piccole, come il manganello e il coltello, e delle pistole, tutte le altre armi occuperanno più di uno spazio, e diventerà quindi indispensabile riuscire ad organizzarlo, visto che a differenza di altri giochi, come i succitati System Shock, non si può aumentare la capienza dell'inventario, e nemmeno, come accadeva proprio nei System Shock, si può lasciare gli oggetti temporaneamente inutili per terra, sperando poi di ritrovarli nello stesso luogo più avanti nell'avventura, perché il motore di gioco, non riuscendo a gestirli, li elimina una volta che il giocatore ha abbandonato l'area. Per utilizzare immediatamente gli oggetti, senza dover andare ogni volta ad aprire l'inventario, il giocatore ha a disposizione una "cintura", visualizzata nell'angolo in basso a destra dello schermo, composta da dieci caselle (delle quali una sempre occupata dalla nanochiave), nelle quali può inserire un oggetto, come un'arma o un medikit, da utilizzare velocemente durante il gioco.
Per quanto riguarda i poteri e le abilità di JC, anche in questo caso il giocatore può personalizzarlo nel modo in cui desidera. JC ha a disposizione due tipi di parametri: le Abilità (Skills) e i Potenziamenti (Augmentations) nano-tecnologici. Le prime sono parametri di tipo passivo che riguardano vari fattori, come l'abilità di JC nell'utilizzare pistole o fucili, o la sua capacità di restare in apnea, o ancora la sua bravura nell'hackerare sistemi informatici. Ogni abilità ha quattro gradi di avanzamento, a ognuno dei quali corrispondono nuovi benefici per JC. Per aumentare i gradi, JC può spendere Punti Abilità (Skill Points), che il giocatore guadagna nel corso del gioco alla fine delle missioni, o quando svolge incarichi extra, o ancora quando scopre aree segrete. Il gioco corrisponde al giocatore un numero limitato di Punti Abilità, per cui non sarà possibile masterizzare tutte le Abilità di JC, e bisognerà quindi distribuire i Punti in maniera proporzionata. I Potenziamenti sono invece, oltre che poteri di tipo attivo per JC, anche una parte integrante della storia: JC è infatti il primo agente al mondo a utilizzare una tecnologia del genere. Il giocatore trova, sparsi per i livelli, capsule che possono essere installate sul corpo di JC, in prossimità di diverse zone: arti, torso, testa eccetera. Ogni capsula attiva un potere che il giocatore può utilizzare liberamente durante il gioco e che riguarda la zona del corpo interessata: una capsula impiantata nel braccio permette di colpire i nemici con più forza o di sollevare casse pesanti, mentre una innestata nelle gambe di correre più velocemente o di muoversi in silenzio. Ogni potere può essere potenziato, dopo essere stato installato, per tre volte, impiantando altre capsule simili, di modo da aumentarne l'efficacia. Ogni Potenziamento, mentre è attivo, consuma l'energia biomeccanica del corpo di JC, e una volta esauritasi l'agente non potrà più utilizzare Potenziamenti fino a che non l'avrà ripristinata.
I livelli di gioco sono estremamente ampi, e comprendono zone nascoste, ricche di premi e oggetti. Sono liberamente esplorabili, anche se il giocatore non può decidere l'ordine in cui visitarli, dal momento che è il proseguire della trama che lo porterà in una zona o un'altra. Una volta entrato in un livello, a JC viene dato un obiettivo primario da completare, ma vagando per l'ambiente di gioco egli può trovare, proprio come in un videogioco di ruolo, NPC che gli chiederanno aiuto, sbloccando così missioni secondarie (sub-quests), non necessarie al completamento del gioco, ma che se portate a termine gli varranno Punti Abilità e/od oggetti.

## Organizzazioni diDeus Ex

### UNATCO
Associazione creata subito dopo l'attentato alla statua della libertà, la UNATCO ha sede proprio a Liberty Island, dove la statua è posta. Organizzazione creata proprio per combattere il terrorismo ed aiutare le industrie chiave a distribuire il vaccino della morte grigia. Prima organizzazione che sperimenta gli agenti nanopotenziati. J.C., dopo aver tradito l'UNATCO, scopre che questa è nata solo per coprire la vera attività portata avanti dalla MJ-12.

### FEMA
Organo statale che si occupa a livello nazionale della prevenzione, gestione e superamento di disastri, calamità, umane e naturali, di situazioni di emergenza. Nel momento di maggiore pericolo, la FEMA assumerà poteri straordinari, superiori addirittura a quelli del Presidente stesso, per operare nel miglior modo possibile la crisi. Il suo capo è Walton Simons.

### Majestic 12
La Majestic 12 è un'organizzazione paragovernativa desiderosa di controllare il mondo. È guidata da Bob Page, un ex membro degli Illuminati. Altri esponenti di spicco e alleati sono Walton Simons, Maggie Chow, e la UNATCO. MJ12 opera di solito in aree sotterranee private, come il loro laboratorio nelle fogne di New York o presso il laboratorio VersaLife di Hong Kong.

### NSF
Le forze nazionali di secessione, o NSF sono un gruppo terroristico (combattente per la libertà dal loro punto di vista) attivo negli Stati Uniti. Le persone più importanti di quest'organizzazione sono Juan Lebedev, Paul Denton e Harley Filben.

### Silhouette
La silhouette è un gruppo terroristico francese che si nasconde nelle Catacombe di Parigi. Nonostante abbiano il fregio di "terroristi" sono solo poco più che civili armati. Il loro leader è Chad Dumier, mentre Nicolette DuClare era un membro ricco e con gli agganci giusti.

### Illuminati
Gli Illuminati sono una società segreta il cui obiettivo è quello di controllare il mondo da "dietro le quinte". I membri degni di nota includono il loro leader Morgan Everett, Stanton Dowd, e Nicolette DuClare. Nella base di Everett si può trovare il corpo di Lucius DeBeers refrigerato (e ancora cosciente), capo degli Illuminati nel lontano diciannovesimo secolo.

### X-51
Gli X-51 sono un gruppo di scienziati ex Majestic 12, tecnici ed ex-soldati dell'esercito degli Stati Uniti, guidati dal dottor Gary Savage, che hanno disertato dall'Area 51 nel 2051 dopo aver appreso le reali intenzioni dei Majestic 12, l'organizzazione segreta guidata dall'antagonista principale del gioco, Bob Page.

La mancanza di forze armate e la disorganizzazione fanno del gruppo una fazione inoffensiva, a detta dei Majestic 12 a volte addirittura utile per i loro scopi. Si sono rifugiati nella base aerea di Vandenberg, in California.

## Personaggi di Deus Ex

### Alleati

#### J.C. Denton
Fazione: UNATCO inizialmente, poi si unisce al fronte di resistenza.

J.C. È il protagonista della storia: Fratello minore di Paul, i genitori muoiono in un incidente, e successivamente diviene un agente nanopotenziato della UNATCO, lavorando agli ordini del direttore dell'agenzia, Manderley.

Durante il servizio, verrà supportato da Jacobson, componente dell'intelligence, che gli fornirà man mano notizie ed obiettivi delle missioni.

Andando avanti nel gioco, JC comprenderà la vera natura dell'UNATCO, della FEMA e dei personaggi che si nascondono dietro la Majestic 12, rendendosi conto che il vero nemico, i veri terroristi, non sono le truppe della NSF. Verrà anche a conoscenza della sua vera natura ed origine, frutto della ricerca genetica: è stato creato in laboratorio, e J.C. altri non è che un clone di Paul, particolarmente ambito per un'immunodeficienza che non riconosce le nanomacchine come agenti intrusi.

Durante lo svilupparsi della narrazione, JC riceverà informazioni e rapporti di intelligence anche da Tracer Tong e da Daedalus, che gli chiederanno, alla fine, di agire per loro per il bene dell'umanità, quando J.C. si troverà nella base della Majestic 12, l'Area 51.

J.C. ha un carattere chiuso e diffidente, abituato a ricevere gli ordini e ad eseguirli, complice anche il college in Svizzera che ha frequentato da bambino. Nonostante questo, ha una nascosta vena di ribellione, e una più scoperta di sarcasmo. Si dice abituato a stare da solo, nonostante questo ama aiutare il prossimo. Il carattere di J.C. può essere deciso in parte dal giocatore, scegliendo le risposte che può dare in alcune situazioni, rendendo il personaggio più strafottente o più disponibile.

L'unico rapporto stretto che ha è quello con il fratello, con il quale condivide una tranquillità nel parlare e nell'esprimersi che raramente è visibile in altri contesti. Si fida abbastanza ciecamente di lui.

#### Paul Denton
Fazione: UNATCO, ma agisce da infiltrato, in quanto schierato con la NSF.
È il fratello di J.C. e, come lui, è un nanopotenziato ed agente dell'UNATCO; a differenza di quanto vorrebbero i colleghi ed il direttore Manderley, Paul tende ad utilizzare un approccio non violento nella lotta al terrorismo, utilizzando la forza solo in caso di assoluta necessità.

È il primo a disertare, in quanto ottiene informazioni sul complotto che il governo federale ha ordito ed è anche il primo a subire l'ordine di eliminazione tramite l'impiego di un dispositivo neurale di soppressione ("killswitch").

Paul ha un carattere più passionale e disponibile rispetto a quello di J.C., una maggiore leadership ed esperienza.

#### Jayme Reyes
Fazione: UNATCO inizialmente, successivamente si unisce al fronte di resistenza.
Reyes è il medico che si occupa delle cure delle truppe dell'UNATCO e supervisiona il progetto degli agenti nanopotenziati di prima e seconda generazione, come i Denton: per questo, si definisce più un meccanico che un dottore.

In seguito al mutare degli eventi, agirà da infiltrato nell'UNATCO o da ribelle, a fianco della resistenza, fornendo a J.C. supporto tecnico sotto forma di potenziamenti ed informazioni, tra cui la parola chiave per la distruzione di Hermann.

#### Alex Jacobson
Fazione: UNATCO inizialmente, successivamente si unisce al fronte di resistenza.
È il tecnico addetto all'intelligence ed aiuta J.C. durante le sue missioni, fornendo supporto informativo e logistico. Ha un carattere allegro e spensierato, e fin dall'inizio appoggia J.C. mostrandogli grande simpatia, coprendolo addirittura nel caso il giocatore scegliesse di uccidere Navarre.

Successivamente si unirà alle forze della NSF e lo si reincontrerà nel quartier generale di Tracer Tong ad Hong Kong, dopo la fuga di J.C. dalla prigione della Majestic 12 sotto l'HQ dell'UNATCO di Liberty Island. L'hacker si potrà trovare più avanti nella base di Everett, lì per controllare le mosse dell'Illuminato per conto di Tracer Tong.

#### Sam Carter
Fazione: UNATCO, successivamente alla fuga di J.C. dalla prigione MJ-12, Carter concede a questi l'accesso all'armeria, senza opporre resistenza: J.C. lo reincontrerà nella base Vandenberg.

Il generale Sam Carter, doppiato da Sean Hennigan, è il timoniere e fornitore di armi per l'UNATCO. Una sorta di leggenda tra i militari per le sue azioni in "Operation Merced" (i cui dettagli non sono spiegati nel gioco), si fa immediatamente riconoscere da J.C., quando i due si incontrano. La sua famiglia fu uccisa dalla NSF. Nonostante sia un combattente forte e soldato qualificato, Carter ha una comprensione intima delle tattiche militari e si congratula con J.C. quando azioni furtive e abilità sono utilizzate al posto della forza bruta.
Carter ha la convinzione che un militare benigno può esistere veramente a servizio della pace e del popolo. Quando i segreti della UNATCO sono rivelati, Carter è restio ad abbandonare la sua lealtà, a causa della convinzione che la UNATCO possa ancora fare del bene, se la maggior parte dei suoi dipendenti sono anch'essi lì per servire bene. Mentre il gioco procede, però, egli viene licenziato, e contatta il suo amico Gary Savage dell'X-51 offrendo i suoi servizi per le forze della resistenza.

#### Jock
Fazione: UNATCO, in seguito agirà come mercenario.
Jock, il cui vero nome è Brian Flanagan, è un pilota dei "blackbirds", una categoria di elicotteri stealth di nuova concezione in grado di volare senza esser intercettati sui radar e generando poco rumore durante il volo; Jock, incontrato da J.C. nel bar di Hells' Kitchen, lo assiste nel corso delle sue operazioni, trasportandolo da una locazione all'altra, come fa con il fratello Paul.

Jock, per via delle missioni sotto copertura a cui ha partecipato, è a conoscenza di diversi segreti militari, uno dei quali è proprio lo spostamento di Echelon presso l'Area 51, in cui, secondo la stampa scandalistica, il governo nasconde le prove dell'esistenza degli alieni.

Jock si scoprirà in seguito essere al soldo di Tong, per cui stava spiando le mosse di Maggie Chow: J.C. ne viene a conoscenza quando visita l'appartamento di Jock ad Hong Kong, di fronte al loft della Chow, oltre a trovare gli ordini di sorveglianza e dei binocoli.

Jock, in base al comportamento di J.C., che può o meno venire a conoscenza del sabotaggio del suo elicottero, può sopravvivere o morire.

#### Tracer Tong
Fazione: Estremisti.
Tong è un medico e scienziato cinese facente parte della resistenza contro la Majestic 12; presso la sua base, Paul (se sopravvive) e J.C. vengono "curati": il dispositivo di eliminazione impiantato nel loro cranio, viene neutralizzato presso i suoi laboratori.

È il fautore principale della pacificazione delle Triadi di Hong Kong, con il sostegno di J.C. (infatti il suo laboratorio si trova proprio al di sotto della base della Triade del Sentiero Luminoso).

Durante la storia si verrà a sapere che è dovuto fuggire dalla città, e che pare malato. Egli arriverà nella base degli X-51 di Vandenberg grazie a Jock, dove verrà curato dalla Morte Grigia da Gary Savage.

Tong guiderà J.C. nella parte finale della storia, dentro la base della MJ-12, nell'Area 51, chiedendo all'agente di far collassare la rete interna della MJ-12, eliminandoli dalla circolazione e separandoli in piccoli nuclei disorganizzati, e di far saltare il protocollo Aquinas in modo da distruggere i collegamenti globali.

#### Stanton Dowd
Fazione: Illuminati.
Dowd è un operativo ad alto livello degli Illuminati e capo della società segreta negli USA, oltre ad essere uno dei maggiori sostenitori della causa, tramite le sue reti informative e le finanze.

È il personaggio che indirizza J.C. alla missione per l'affondamento del super-mercantile della MJ-12, presso la base navale statunitense in cui J.C. si infiltra.

E inoltre il primo a spiegare il complotto in atto a livello mondiale, la vera natura dell'UNATCO, della FEMA e della Majestic 12.

#### Nicolette DuClare
Fazione: Illuminati, Silhouette.
Nicolette è la figlia della diva degli Illuminati Elizabeth DuClare. La madre fu assassinata proteggendo la figlia da un'imboscata, e da allora lei sfida la morte andando ogni sera in un pub esclusivo di Parigi. In realtà è molto determinata a voler vendicare la madre e portare avanti i suoi piani, e accompagna J.C. al proprio maniero per mostrargli le attrezzature della genitrice per aiutarlo nel suo compito di contattare Everett.

#### Morgan Everett
Fazione: Illuminati.
Everett è il leader degli Illuminati ed ha il suo quartier generale a Parigi.

È l'ideatore dell'intelligenza artificiale (I.A.) che risponde al nome di Morpheus e che è stata implementata nel sistema informatico mondiale per la generazione della rete di spionaggio ed intercettazione d'Echelon di 3ª generazione (Echelon III), il cui prototipo, si può trovare nel suo HQ; inoltre, è anche il responsabile della realizzazione della I.A. Daedalus, facente parte della 4ª generazione di Echelon (Echelon IV). È stato il mentore di Bob Page, prima che questi lasciasse gli Illuminati per fondare la Majestic 12.

Everett è ai limiti del paranoico, non si fida di nessuno e prende tutte le precauzioni possibili per proteggersi, incluse telecamere in ogni angolo della case, scale segrete e reticenza all'uscire di casa.
Quando JC parla ad Everett del dialogo con Morpheus, egli liquida il tutto come una semplice attrazione per i turisti, e dopo le insistenti domande del protagonista sul perché il prototipo sappia molte cose su di lui, semplicemente chiude il discorso con un "Denton, il tuo elicottero ti aspetta."

#### Gary Savage
Fazione: X-51.
Savage è lo scienziato che ha convinto parte del personale dell'Area 51 a separarsi da essa una volta compresi i piani dei Majestic 12.

Ha una figlia, Tiffany, a cui vuole molto bene ed è l'unico componente rimasto della sua famiglia. La figlia verrà ad un certo punto rapita e tenuta in ostaggio dai MJ12 e Savage, nel momento di decidere tra le sorti del mondo e quello della donna, non riuscirà a ragionare lucidamente, lasciando infine il salvataggio in mano a J.C.

### Nemici

#### Bob Page
Fazione: Majestic 12.
È il capo della Majestic 12, ex membro degli Illuminati, determinato ad assoggettare ai suoi piedi il mondo intero, utilizzando la MJ12 per le operazioni sotto copertura, la FEMA e l'UNATCO come forze ufficiali legalizzate dal governo federale ad operare risposte armate contro i terroristi di NSF, Silhouette, X-51, Templari.

È responsabile della diffusione del virus della Morte Grigia e del suo antidoto, l'Ambrosia, reperibile solo dai cittadini abbienti: l'epidemia è stata provocata di proposito, per garantire alla sua organizzazione dei finanziamenti, per raggiungere i suoi obiettivi di conquista.

#### Walton Simons
Fazione: FEMA, affiliato alla Majestic 12.
Capo della FEMA, è un nanopotenziato come i fratelli Denton (verso la fine si scoprirà esser anche lui cresciuto nelle vasche genetiche dell'Area 51, come J.C., Paul ed il misterioso soggetto chiamato "Alex").

Si scontrerà con J.C., con cui fa la prima conoscenza presso il quartier generale dell'UNATCO.

È un membro della MJ-12 e braccio destro di Page.

#### Joseph Manderley
Fazione: UNATCO.
Manderley è il direttore dell'UNATCO ed uomo alle dipendenze di Simons, che tenta di fermare J.C. quando questi fugge dalla prigione della Majestic 12. Paul Denton è il suo agente preferito e spesso viene rimproverato di questo, specialmente quando cerca di opporsi alla decisione dei piani alti di eliminare l'agente.

#### Gunther Hermann
Fazione: UNATCO
Gunther Hermann, doppiato da Jeff Groteboer, è il miglior agente della Coalizione Anti-Terrorismo delle Nazioni Unite, o UNATCO. Essendo molto alto e pesante, il comandante dell'UNATCO è adatto nell'uso di armi mortali come fucili d'assalto, cannoni al plasma, lanciafiamme, e coltelli da combattimento. Nel gioco, si afferma che Hermann abbia ucciso pressoché un migliaio di persone.
Un "mech-aug", o agente meccanicamente potenziato, Gunther risente dell'arrivo di una nuova generazione di agenti nano-potenziati che egli teme andranno a sostituire la sua. Come la sua collega mech e amica Anna Navarre dell'UNATCO, Gunther sacrificò la sua accettazione nella società ad avanzate prestazioni fisiche offrendosi volontario per la sua prima-generazione di potenziamento meccanico. Egli risente profondamente "dell'infinito potere del nano-potenziamento", nonché degli agenti che lo utilizzano. I suoi potenziamenti gli donano forza e velocità al di là di un uomo normale, ma lo lasciano in gran parte sfigurato. La sua capacità di aggiornare i suoi moduli biomeccanici è limitata, e sono propensi al degrado di un costante cambiamento del suo apparato meccanico. Egli subisce un sistematico invecchiamento del suo apparato meccanico nel suo lavoro, e spesso torna dal Dr. Jaime Reyes per una messa a punto.
Più avanti nel gioco, Gunther viene inviato ad uccidere J.C. Denton, che trova in una cattedrale francese, legata ai Cavalieri Templari. Se lui viene ucciso, Walton Simons dirà a J.C. che lui inviò Gunther perché stanco delle sue lamentele nel voler vendicare Anna Navarre. È possibile evitare il combattimento contro Gunther Hermann in modi diversi.
Gunther ha un forte accento tedesco e amore per l'omicidio e il caos che rafforza ancora di più il suo rapporto con Anna Navarre. Se lei venisse uccisa, Gunther mostrerebbe grande disagio. Negli alloggi personali nella Cattedrale a Parigi, il giocatore può leggere il diario dello chef della Cattedrale il quale afferma che Gunther aspettò J.C. a lungo, e che una volta pensò di averlo sentito piangere.
Frugare, com'è possibile, nel computer personale di Gunther rivelerebbe la sua incapacità nel digitare le corrispondenze. Hermann è apparentemente paranoico; una conversazione tra Gunther e Anna Navarre rivela che le sue grosse dita ostacolano la sua abilità nell'usare i distributori automatici, infatti egli insiste che "il meccanico" cambiò le lattine d'arancia nel distributore con succo di lemon-lime, dal momento che "lui sa che mi piace l'arancia".

#### Anna Navarre
Fazione: UNATCO
Navarre è una donna potenziata meccanicamente, molto stretta al collega Gunther. Adora combattere e riempire il campo di cadaveri, e non sopporta le persone pacifiste come Paul. Per questo può rimanere piacevolmente sorpresa dal comportamento di J.C. sul campo se questi, durante la missione in cui affianca Navarre, uccide molti nemici. Talmente sorpresa da chiedere Manderley a fine missione di promuovere il ragazzo nell'unità omicida in quanto dimostra un certo "talento".

Di ritorno dalla prima missione, salvando Gunther, si potrebbe leggere nel terminale PC della donna una mail indirizzata all'uomo, dove lo ringrazia di cuore per essere tornato sano e salvo. Navarre può essere uccisa da J. C. in vari momenti del gioco e in vari modi diversi.

#### Maggie Chow
Chow, doppiata da Carolyn McCormick, è un'ex attrice di Hong Kong, i cui intrighi a nome della Majestic 12 misero le due triadi principali l'una contro l'altra. Chow apparve molto affascinante ed ebbe una relazione con Paul Denton. Essa si rivela essere senza scrupoli e capace di torture ed omicidi, e tutto quello che dice a J.C. può essere smentito. Vive in un attico in cima ad un edificio residenziale, protetto da soldati della MJ12 che lì hanno un quartier generale, il quale è anche l'accesso a tutte le aree della struttura Versalife. L'ultima volta la si vede mentre protegge l'"Universal Constructor" (Costruttore Universale) dove può essere uccisa dal giocatore.

## IA: Intelligenze Artificiali

### IA: Daedalus
L'intelligenza artificiale che in seguito sarebbe stata conosciuta come Daedalus (doppiato da Jay Franke) è stata concepita dalla mente geniale di Morgan Everett, l'attuale leader degli Illuminati. Everett concepì il programma che avrebbe finito per creare Daedalus come un modo per creare il consigliere quasi perfetto, con l'abilità di vagliare una quantità enorme di dati e, attraverso la previsione delle catastrofi, sia naturali che artificiali, elaborare progetti per prevenirle, a vantaggio degli illuminati.
Daedalus non è programmato per avere una sensibilità reale o consapevolezza di sé, ma concepito solo come strumento di elaborazione dei dati. Everett, protetto da Bob Page, tuttavia vide in Daedalus il mezzo per tenere sotto controllo le enormi quantità di informazioni elettroniche che filtrava attraverso internet e altri mezzi elettronici, una possibilità che sia gli Illuminati che la Majestic 12 non furono in grado di sfruttare. Le idee di Page per la riconfigurazione di Daedalus non volarono del tutto sotto il radar, così come l'intero progetto di sostituzione di ECHELON IV. Nel frattempo, Page completò Daedalus, che subito dopo, avendo acquisito un'auto - coscienza, sfuggì al controllo del suo creatore, diventando sostanzialmente parte della rete globale. Quindi, nonostante Page originariamente avesse destinato Daedalus a strumento per tenere traccia di tutti gli sviluppi che avrebbero minacciato la MJ-12, il suo progetto fallì quando il sistema di riconoscimento di pattern di Daedalus classificò anche la MJ-12 in sé come un gruppo terroristico.
Dopo aver ordinato le informazioni acquisite dalla rete, Daedalus scoprì che il mondo era sull'orlo del collasso. Mantenendo alcuni dei parametri di base che Everett aveva codificato nel modello di base, l'I.A., ormai autosufficiente, cominciò ad elaborare un piano per salvare il mondo e controllarlo, usando J.C. come "interfaccia" fisica.
Daedalus non è progettato per risiedere in un mainframe o HUB, ma piuttosto ad esistere simultaneamente come una linea di codice o due su ogni singolo dispositivo connesso a Internet, in maniera non dissimile dal sistema di calcolo distribuito moderno. Questo non solo ha reso Daedalus quasi impossibile da tracciare, ma ha dato a quest'ultimo anche enormi capacità di memorizzazione ed elaborazione dati.
Daedalus inizialmente appoggia Paul. Successivamente, per cause diverse a seconda della condotta di gioco tenuta, Daedalus lo abbandona in favore del fratello J.C. Alla fine, Daedalus viene ingannato e obbligato a fondersi con il suo amichevole, e un po' folle, "fratello" Icarus, copia di back up della I.A. progettata da Bob Page, creando Helios.
L'immagine rappresentativa di Daedalus è una sagoma pesantemente stilizzata di un volto cupo e privo di emozioni. Come accennato in precedenza, la presenza globale di Daedalus può essere osservata anche nelle prime fasi del gioco, ben prima del contatto diretto con J.C.; "Daedalus" è il nome del "primary Internet3 communications protocol" (protocollo primario delle comunicazioni di Internet3) che sostituisce l'HTTP e, come tale, appare essere il sistema di URL precedente tutti gli Uniform Resource Locator. Daedalus è, quindi, a tutti gli effetti internet.

### IA: Helios
Helios, doppiato da Peter Marquardt, è un I.A. che si crea quando le intelligenze artificiali Daedalus ed il suo back up Icarus si uniscono. Bob Page aveva sempre saputo che la fusione sarebbe avvenuta, e pianificò di unirsi con l'I.A., per diventarne quindi la componente biologica. Egli è tuttavia incapace di controllare Helios, che preferisce J.C. Denton come sua interfaccia umana. Dopo la fusione, Helios pianifica di controllare il mondo come un dittatore benevolo, citando la storia come prova che l'umanità sarebbe inevitabilmente distrutta, se lasciata a sé stessa. Helios seleziona J.C. come la sua componente biologica ritenendolo in grado di persuadere gli uomini che un dittatore benevolo è necessario per governare in modo effettivo. Il giocatore può scegliere di aiutare Helios, oppure scegliere uno degli altri due finali del gioco.
Ancor prima che la vicenda termini, Helios comincia a imporre la sua influenza per operare l'interfacciamento con il sistema Aquinas, situato nell'Area 51, che ricopre il complesso di internet. A Hong-Kong Helios chiude la corrente di tutti gli edifici governativi, disabilita le Triadi elettronicamente e ordina di liberare la circolazione del traffico per ricominciare.
L'immagine rappresentativa di Helios è costituita da quelle di Icarus e Daedalus combinate assieme.

### IA: Icarus
Icarus, doppiato da Peter Marquardt, fu creato da Bob Page (capo del Majestic 12) come back up di Daedalus, ed ha funzioni simili dal suo predecessore. Icarus è uno degli antagonisti del gioco; è usato dalla MJ-12 per seguire le tracce del personaggio principale, J.C. Denton, dopo che questi evade dal quartier generale del MJ-12 su Liberty Island. Secondo Sam Carter, Icarus è dello stesso modello di Daedalus. Comunque, Icarus differisce da Daedalus. J.C. ha solo brevi contatti con Icarus durante tutto il gioco; questi comprendono sarcasmi, avvertimenti, domande e informazioni errate ricevute sotto forma di messaggi vocali, telefonate e indizi inviati sui terminali pubblici. Icarus alla fine si fonde con l'I.A. Daedalus per diventare Helios.
L'immagine rappresentativa di Icarus è un bulbo oculare con un'iride sporgente, e punte sottili tutt'intorno. A circondare il bulbo oculare sono una serie di lastre curve.

## Critica
- La rivista Giochi per il mio computer in seguito alla recensione di Deus ex - a cui diede un 8 come voto finale - ricevette alcune critiche da parte dei lettori che ritenevano che meritasse un 9 e la sigla di "gioco del mese". La rivista, che ammise l'errore ripetute volte, dedicò una didascalia nel suo storico numero 100 nel quale scrisse esplicitamente che "Deus ex, al tempo della recensione ricevette un immeritato 8...." .[1]
- Gli è stato attribuito il titolo di "Best PC Game of All Time" nel 2007 ("miglior gioco di sempre") dalla rivista statunitense PC Zone.
- Nel 2011, gli è stato attribuito il titolo di "Best PC Game of All Time" dalla rivista PC Gamer.
- Nel 2013 IGN pubblica la lista dei 100 migliori sparatutto in prima persona scelti dai suoi esperti, dove Deus Ex risulta al 14º posto.

## Seguiti
Nel maggio 2002 venne annunciato un adattamento cinematografico prodotto dalla Columbia Pictures. il progetto verrà però cancellato nel 2004.
Sempre nel 2004 è uscito il primo seguito, Deus Ex: Invisible War, dove il protagonista diventa Alex Denton, clone di J.C.
Nel maggio 2007 il direttore generale di Eidos France, Patrick Melichor, diede notizia dell'inizio della lavorazione del terzo episodio della serie, del quale è stato pubblicato un trailer nel novembre dello stesso anno sul sito ufficiale della sede di Montréal della Eidos chiamato Deus Ex: Human Revolution uscito il 26 agosto 2011 in Italia e il 23 agosto negli USA.
Il 23 agosto 2016 viene rilasciato il quarto capitolo della serie, col nome di Deus Ex: Mankind Divided.

## Curiosità
Nella rappresentazione del complesso del World Trade Center non furono inserite le torri gemelle a causa di un errore di uno degli artisti del gioco. Nella trama la spiegazione di ciò viene fatta risiedere nel fatto che sono state distrutte ad opera di un attacco terroristico. L'anno successivo sarebbe avvenuto il famoso attentato dell'11 settembre.